# Night Falls Over Kortedala
Night Falls Over Kortedala to drugi album studyjny szwedzkiego muzyka Jensa Lekmana. W krajach skandynawskich album został wydany przez wytwórnię Service  5 września 2007 roku, ogólnoświatowe wydanie płyty wydała 9 października 2007 wytwórnia Secretly Canadian
Do niektórych płyt ze szwedzkiego wydania dołączony był bonus w postaci limitowanej EP'ki  Kalendervägen 113.D, zawierającej dwa niepublikowane dotąd utwory "The Rain Has Got To Fall" i "Our Last Swim In The Ocean", kilka utworów z płyty oraz piosenkę Paula Simona z albumu Graceland

## Lista utworów
1. "And I Remember Every Kiss"
2. "Sipping on the Sweet Nectar"
3. "The Opposite of Hallelujah"
4. "A Postcard to Nina"
5. "Into Eternity"
6. "I'm Leaving You Because I Don't Love You"
7. "If I Could Cry (It Would Feel Like This)"
8. "Your Arms Around Me"
9. "Shirin"
10. "It Was a Strange Time in My Life"
11. "Kanske Är Jag Kär I Dig"
12. "Friday Night at the Drive-In Bingo"

### Kalendervägen 113.D ( EP'ka bonusowa)
1. Homeless (cover Paula Simona)
2. The Rain Has Got To Fall
3. Our Last Swim In The Ocean
4. Friday Night At The Drive-In Bingo
5. A Postcard to Nina
6. Shirin
7. I Am Leaving You Because I Don't Love You